# Penion
Penion là một chi ốc biển cỡ lớn, marine động vật chân bụng động vật thân mềm trong họ Buccinidae.

## Các loài
Các loài và phân loài thuộc chi Penion bao gồm:
- Penion benthicolus Dell, 1956
  - Penion benthicolus delli Powell, 1971
- Penion chathamensis (Powell, 1938)
- Penion cuvieranus (Powell, 1927)
  - Penion cuvieranus jeakingsi (Powell, 1947)
- Penion mandarinus (Duclos, P.L., 1831)
  - Penion mandarinus waitei (Hedley, 1903)
- Penion ormesi (Powell, 1927)
- Penion sulcatus (Lamarck, 1816)